# Sandsjötjärnen, Västergötland
Sandsjötjärnen är en sjö i Ale kommun i Västergötland och ingår i Göta älvs huvudavrinningsområde. Sjön ligger i skogsområdet Alefjäll.